# Fortress (filme de 2021)
Fortress é um filme de ação estadunidense de 2021 dirigido por James Cullen Bressack e escrito por Alan Horsnail, baseado em uma história de Emile Hirsch e Randall Emmett. É estrelado por Jesse Metcalfe, Bruce Willis, Chad Michael Murray, Kelly Greyson, Ser'Darius Blain, Michael Sirow, Shannen Doherty e Katalina Viteri. É o primeiro filme de uma trilogia e será seguido por The Fortress 2 e The Fortress 3. O filme está programado para ser lançado em cinemas selecionados e em vídeo sob demanda pela Lionsgate Films em 17 de dezembro de 2021.

## Premissa
Robert e seu filho Paul vivem em um resort ultrassecreto para oficiais de inteligência aposentados dos EUA. Um grupo de criminosos invade o complexo e a dupla precisa salvar o dia.

## Elenco
- Jesse Metcalfe como Paul Michaels
- Bruce Willis como Robert Michaels
- Chad Michael Murray como Frederick Balzary
- Eric West como Matthews
- Kelly Greyson como Kate Taylor
- Ser'Darius Blain como Ulysses
- Michael Sirow como Ken Blain
- Shannen Doherty como Gen. Barbara Dobbs
- Katalina Viteri como Sophia
- Natalie Burn como Sandra
- Luis Da Silva Jr. como Axel
- Sean Kanan como Vlad

## Produção
As filmagens começaram em 3 de maio de 2021, em Porto Rico. O filme foi anunciado no mesmo dia como a primeira parte de uma trilogia de filmes estrelada por Jesse Metcalfe, Bruce Willis, Chad Michael Murray e Kelly Greyson. O segundo filme, intitulado The Fortress 2, foi filmado lado a lado com o primeiro; a produção da trilogia foi concluída em 3 de novembro de 2021. Em 15 de maio de 2021, o diretor James Cullen Bressack disse que filmagens no primeiro filme tinham se enrolado.

## Lançamento
O filme está programado para ser lançado em cinemas selecionados e em vídeo sob demanda pela Lionsgate Films em 17 de dezembro de 2021.